# Saint-Chrysogone
Le titre cardinalice de Saint-Chrysogone est érigé par le pape Alexandre Ier en 112 et rattaché au IVe siècle à la basilique Saint-Chrysogone qui se trouve dans le rione de Trastevere au sud-est de Rome.

## Titulaires
| - Pierre (494-?) - Jean (590-?) - Étienne II (745-752) - Zaccharie (853-après 867) - Jean (872-?) - Pierre (875-?) - Teofilatto (964-avant 1026) - Giovanni (circa 1025-avant 1033) - Pietro (1033-avant 1044) - Pietro (1044-vers1054) - Frédéric Gozzelon de Lorraine (1057), élu pape sous le nom d'Étienne IX. - Pietro (1072-1088) - Gregorio (1088-vers 1092) - Bernardo degli Uberti (vers 1092-vers 1099) - Guy (circa 1105-1106 ou avant 1112) - Gregorio (vers 1112-1113) - Teodoro (vers 1113-vers 1117) - Giovanni da Crema (vers 1117-vers 1135) - Bernardo (1136-vers 1138) - Guido Bellagi (1138-vers 1158) - Bonadies de Bonadie (1158-1165) - Pierre de Saint-Chrysogone (Dandini) (1173-1180) - Stephen Langton (1205 ou 1206-1228) - Raymond Le Roux (ou Ruffo, ou Russo) (1325) - Pierre Cyriac (1342-1351) - Corrado Caraccioli (1404-1411) - Pierre d'Ailly (1411-1420), pseudocardinal de l'antipape Jean XXIII - Vacance (1417-1440) - António Martins de Chaves (1440-1447) - Antonio Cerdà i Lloscos (1448-1459) - Giacomo Ammannati-Piccolomini (ou Jacopo) (1461-1477) - Girolamo Basso della Rovere (1479-1492) - Giovanni Battista Ferrari (1500-1502) - Adriano di Castello (ou de Corneto) (1503-1518) - Albert de Brandebourg (1518-1521) - Érard de La Marck (1521-1538) - Jérôme Aléandre (1538-1542) - Pietro Bembo (1542-1544) - Uberto Gambara (1544-1549) - Jean du Bellay (1549-1550) - Antoine Sanguin de Meudon (1550-1559) - Cristoforo Madruzzo (ou Madruzzi) (1560) - Jean de Bertrand (1560) - Charles de Bourbon-Vendôme (1561-1590) - Domenico Pinelli (1591-1602) - Camillo Borghese (1602-1605), élu pape sous le nom de Paul V - Carlo Conti di Poli (1605) - Scipione Borghese (1606-1629); en commende (1629-1633) - Pietro Maria Borghese (1633-1642) - Fausto Poli (1643-1653) - Lorenzo Imperiali (1654-1673) - Giovanni Battista Spada (1673-1675) - Carlo Pio di Savoia (1675-1681) - Paluzzo Paluzzi Altieri degli Albertoni (1681-1684) - Giulio Spinola (1684-1689) - Fabrizio Spada (1689-1708) - Philippe-Antoine Gualterio (1708-1725) - Prospero Marefoschi (1725) - Jules Alberoni (1728-1740) - Sigismund Kollonitsch (1740-1751) - Giovanni Giacomo Millo (1753-1757) - Giovanni Battista Rotario da Pralormo (ou Rovero) (1758-1766) - Filippo Maria Pirelli (1766-1771) - Vacance (1771-1775) - Francesco Maria Banditi (1775-1796) - Vacance (1796-1853) - Vincenzo Gioacchino Raffaele Luigi Pecci (1853-1878), élu pape sous le nom de Léon XIII. - Friedrich Egon von Fürstenberg (1880-1892) - Philipp Krementz (1893-1899) - Francesco di Paola Cassetta (1899-1905) - Pietro Maffi (1907-1931) - Theodor Innitzer (1933-1955) - Antonio María Barbieri (1958-1979) - Bernard Yago (1983-1997) - Paul Shan Kuo-hsi (1998-2012) - Andrew Yeom Soo jung depuis 2014 |